# Аллимади, Эрифаси Отема
Эрифаси Отема Аллимади (англ. Erifasi Otema Allimadi; 11 февраля 1929 — 5 августа 2001, Кампала, Уганда) — угандийский государственный деятель, премьер-министр Уганды (1980—1985).

## Биография
Был одним из основателей Угандийского Национального конгресса, а затем Народного конгресса Уганды.
После провозглашения независимости страны в 1962 году на дипломатической работе:
- 1964—1966 — заместитель постоянного представителя при ООН
- 1966—1971 — постоянный представитель при ООН, посол в США и Верховный комиссар в Канаде.

Во время правления Иди Амина (1971—1979) находился в изгнании в Танзании, являлся активным участником свержения Амина в 1979 году.
В 1979—1989 годах — министр иностранных дел,
В 1980—1985 годах — премьер-министр Уганды. Ушёл с этого поста после свержения президента Оботе генералом Оларо-Окелло. Находился в эмиграции. В изгнании в Лондоне возглавлял Народно-демократическое движение Уганды, которое служило политическим крылом вооружённой группировки Народно-демократическая армия Уганды
В 1991 или январе 1992 года вернулся на родину, вёл регулярные консультации с президентом Мусевени об установлении в стране многопартийной демократической системы.
У Аллимади было 17 детей. Его дочь Барбара была активисткой, связанной с Альянсом за национальное преобразование. 